# Io amo Andrea
Io amo Andrea (conocida en Hispanoamérica como Yo amo a Andrea o Entre dos amores) es una película italiana de 2000 dirigida por Francesco Nuti y protagonizada por Francesca Neri, Agathe de La Fontaine y el propio Nuti.

## Sinopsis
Dado es un veterinario de cuarenta años que vive en Milán, recientemente divorciado de Rossana, una esteticista. A pesar de la separación sigue habiendo una relación amistosa entre ambos, e incluso Rossana trata de encontrarle una nueva esposa. Tras un accidente de tráfico, Dado conoce a Francesca, una joven inquieta con la que pasa una noche de amor. Al día siguiente, sin embargo, descubre que la chica en realidad ya está comprometida con Andrea, otra mujer.

## Reparto
- Francesco Nuti es Dado
- Francesca Neri es Andrea
- Agathe de La Fontaine es Francesca
- Marina Giulia Cavalli es Rossana
- Francesca De Rose es Giovanna
- Simona Caparrini es Irene
- Giulia Weber es Stefania
- Giorgio Palombi es Bimbo
- Gisella Marengom es Paola